# Legenda (píseň)
„Legenda“ [lɛˈɡɛnda]IPA je píseň polského zpěváka Marcina Mrozińského, kterou složili Marcin Nierubiec a Marcin Mroziński.

## Eurovision Song Contest 2010
Reprezentovala Polsko na Eurovision Song Contest 2010 v norském Oslu, kde byla zpívána v polštině i angličtině.
Píseň byla vybrána během polského národního kola Krajowe Eliminacje 2010 dne 14. února veřejností, kde obdržela 33,61 % finálových hlasů. Zúčastnila se semifinále soutěže, ze kterého se ale do finále neprobojovala.

## Seznam stop
1. „Legenda” – 2:54
2. „Legenda” (Mafia Mike Remix Radio) – 3:42
3. „Legenda” (Mafia Mike Remix Dub) – 6:36
4. „Legenda” (Mafia Mike Remix Club) – 6:36
5. „Legenda” (Karaoke) – 2:56